# Andrej Kastelic
Andrej Kastelic (* 6. April 1971 in Ljubljana) ist ein slowenischer Handballtrainer und ehemaliger Handballspieler, der zumeist auf Linksaußen eingesetzt wurde.
Der 1,85 m große und 88 kg schwere Rechtshänder begann seine Profikarriere beim slowenischen Verein RD Slovan Ljubljana. 2000 wechselte er zum Stadtrivalen Prule 67 Ljubljana, mit dem er 2002 Meister und Pokalsieger wurde. In der EHF Champions League 2002/03 erreichte er das Halbfinale durch einen Auswärtssieg beim THW Kiel. Im September 2004 unterschrieb er beim deutschen Zweitligisten ThSV Eisenach, bei dem er 2008 auch seine Karriere beendete. Seit 2011 ist Kastelic Assistenztrainer bei RD Slovan.
Mit der Slowenischen Nationalmannschaft gewann Andrej Kastelic bei der Europameisterschaft 2004 im eigenen Land die Silbermedaille. Bei den Olympischen Spielen 2000 wurde er Achter, bei den Olympischen Spielen 2004 belegte er den elften Rang. Kastelic bestritt 148 Länderspiele, in denen er 387 Tore erzielte.